# Södermanlands runinskrifter 234

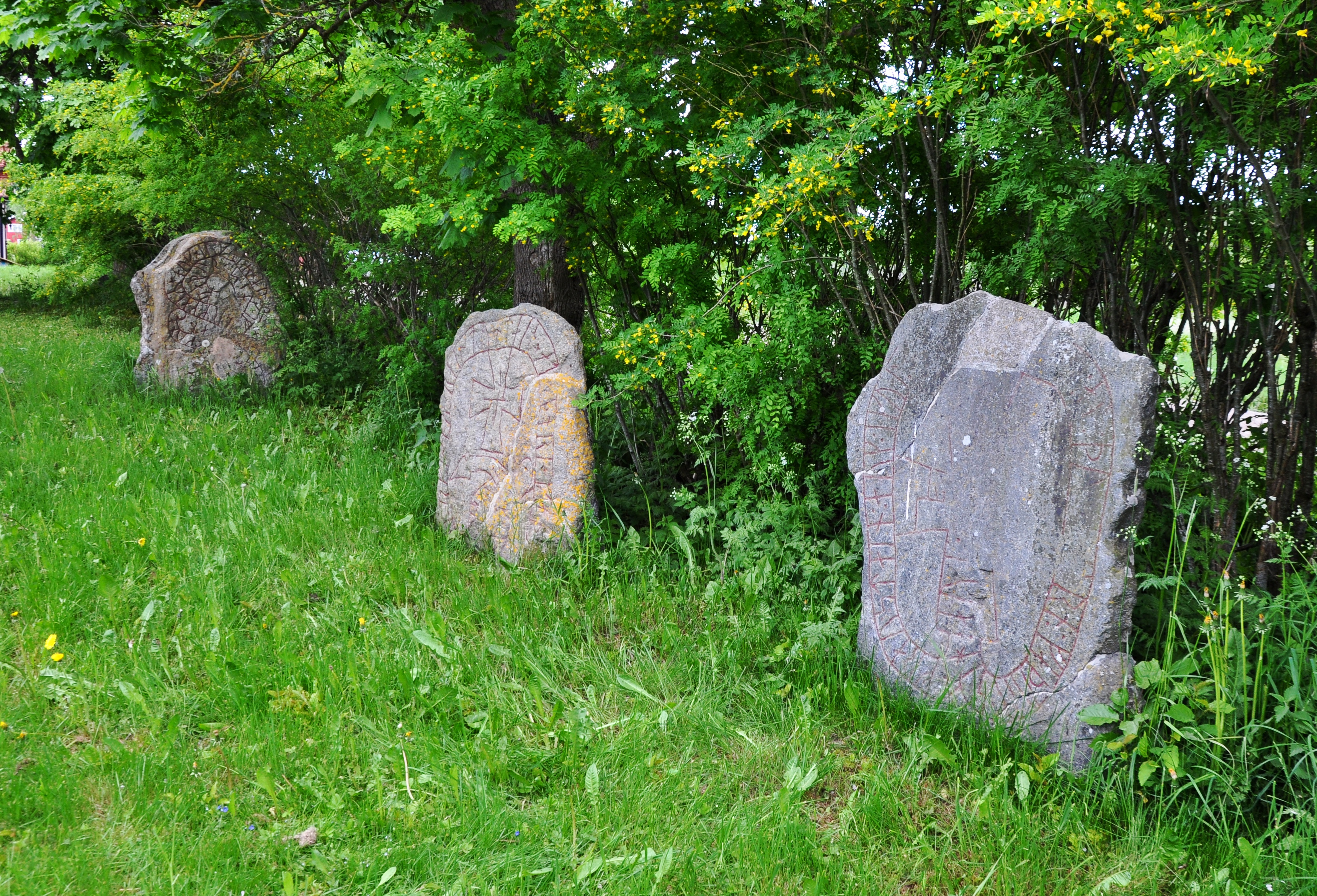
Sö 232, 233 och 234 i Trollsta.

Runinskrift Sö 234 är den norra av de tre runstenar som står vid Trollsta mellangård i Sorunda socken på Södertörn. De andra är Sö 232 och Sö 233.
Samtliga tre stenar uppges i en förteckning från 1600-talet stå "i Trolsta gärde" och de bör således ha tillhört samma gård. Även denna sten hittades under 1800-talets andra hälft. Några personer hade då uppgett för runforskaren Gustaf Upmark, att en runsten låg "under förstugugolvet i ett fähus". När huset byggdes tyckte man att det var alltför besvärligt att flytta stenen och man valde istället att tippa omkull den med inskriften nedåt. 
År 1920 revs fähuset varmed runstenen frilades och restes i trädgården. Den står nu cirka tre meter från vägen jämte de två andra trollstastenarna. Dess nedre del är skadad, bland annat med ett borrhål. Vad namnen beträffar så kan det finnas ett släktband mellan stenarnas personer, möjligen tre generationer som brukat samma gård.

## Inskrift
Translitteration: × ormkaiR × auk × iuk(a)iR × a(u)k × if[r]s[t]a[in × þai]R -aist[u] at ·: kuna faþur : sin 
Normalisering: OrmgæiRR ok IogæiRR ok Iufurstæinn(?) þæiR [r]æistu at Gunna, faður sinn.
Nusvenska: Ormger och Joger och Juversten de reste (stenen) efter Gunne, sin fader.

## Källa